# 2-я дивизия морской пехоты (вермахт)
2-я дивизия морской пехоты (нем. 2. Marine-Infanterie-Division) — военное подразделение немецкого вермахта. Воевало на Западном фронте в конце Второй мировой войны.

## История
Сформирована в конце февраля-начале марта 1945 года в регионе Шлезвиг-Гольштейн из остатков личного состава кригсмарине. Участвовала в боях на северо-западе Германии: отражала атаки британцев на Верден, Виссеховеде, контратаковала под Бременом. Была захвачена в плен британцами в мае 1945 года. По плану Феликса Штайнера должна была участвовать в битве за Берлин, однако прорвать кольцо окруживших её войск союзников у моряков не получилось.

## Состав
- Штаб командования
- 5-й полк морской пехоты
- 6-й полк морской пехоты
- 7-й полк морской пехоты
- 2-й батальон автоматчиков морской пехоты
- 2-й транспортный батальон
- 2-й противотанковый батальон
- 2-й артиллерийский полк морской пехоты
- 2-й батальон связистов
- 200-й полк снабжения

## Командование
- Вице-адмирал Эрнст Шеулерн (11 февраля — 8 апреля 1945)
- Полковник Вернер Граф фон Бассевитц-Лефетцов (8 апреля — 8 мая 1945)